# Jüdische Gemeinde Westerburg

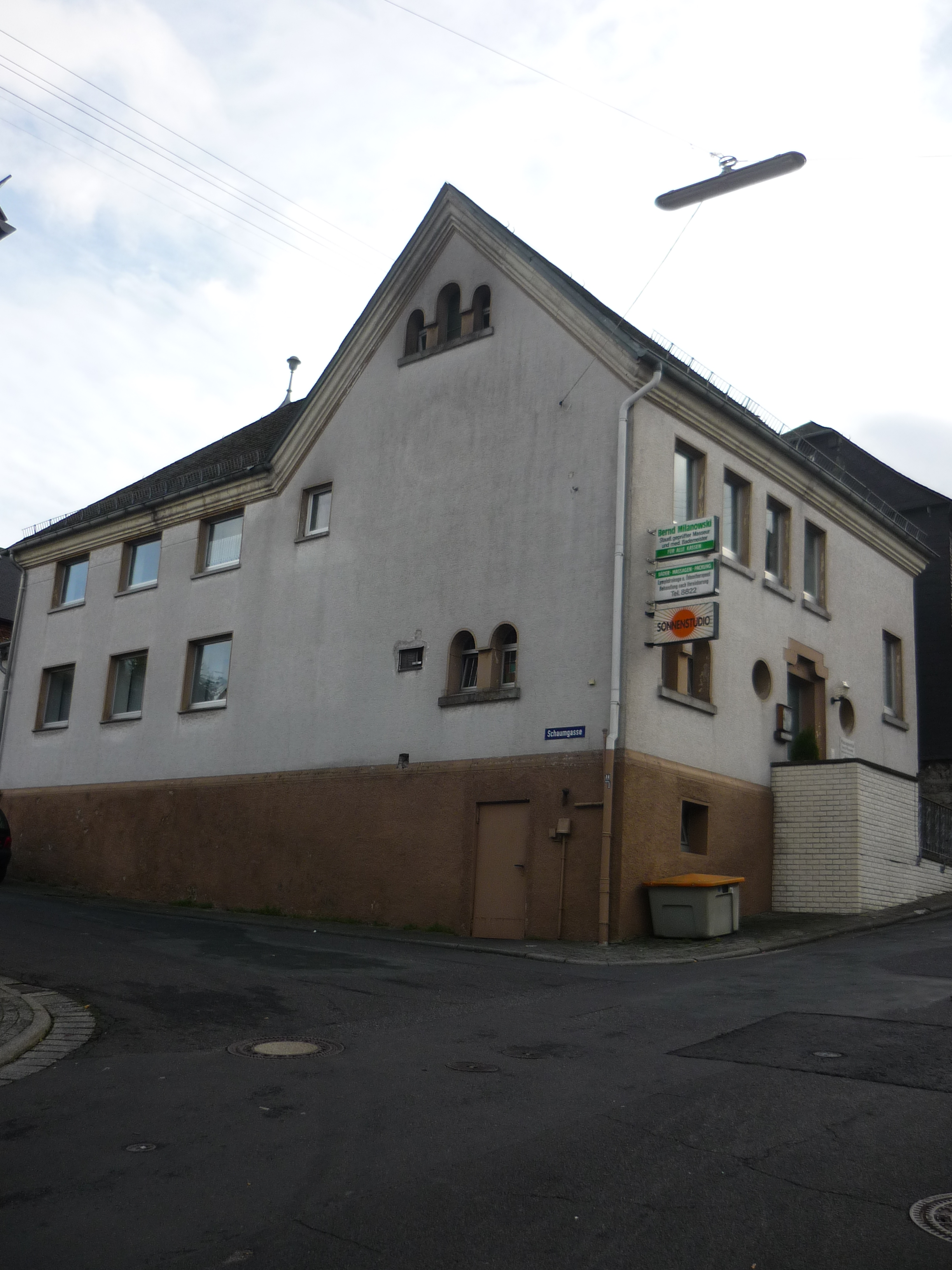
Ehemalige Synagoge Westerburg

Die jüdische Gemeinde in Westerburg im Westerwaldkreis (Rheinland-Pfalz) war eine jüdische Gemeinde, deren Wurzeln bereits im Mittelalter liegen. Die jüdische Gemeinde erlosch 1940 im Zuge der Deportation deutscher Juden in der Zeit des Nationalsozialismus.

## Geschichte
In Westerburg lebten jüdische Personen bereits in der ersten Hälfte des 14. Jahrhunderts. 1328 wird Symon von Westerburg als Judenbürger in Frankfurt genannt. 1340 ließen Sannel (Samuel) und Gutheil von Westerburg Darlehensgeschäfte in die Frankfurter Gerichtsbücher eintragen.
Ende 1655 stellte Graf Georg Wilhelm einen Schutzbrief für Abraham Juden sambt seyn Wibundt Kindern aus. Die Entstehung der neuzeitlichen Gemeinde geht in das 17. Jahrhundert zurück. 1760 werden schon 60 jüdische Einwohner in der Stadt gezählt. Einige dieser Familien sollen aus Österreich stammen (Familie Neuhaus), von wo sie zur Zeit der Kaiserin Maria Theresia vertrieben wurden.
Zur Zeit der Koalitionskriege waren einige Familien so verarmt, dass sie um Nachlass oder Erlass des Schutzgeldes baten. Im 19. Jahrhundert fördert das Herzogtum Berg die Judenemanzipation, die sich in der Zeit des Herzogtums Nassau endgültig durchsetzte. 1841 mussten die jüdischen Bürger erbliche Familiennamen annehmen (Katz/Kahn, Feist/Frank). So nannten sich vier Familien Ullmann und andere Fuld, Goldschmidt oder Neuhaus.
Im 19. Jahrhundert entwickelte sich die Zahl der jüdischen Einwohner wie folgt: 1807 lebten in der Gemeinde Westerburg 95 (in 16 Familien), 1808 77, 1825 100, 1843 112, 1871 135 (etwa 9 % der Gesamtbevölkerung), 1895 86, 1905 und 1909 jeweils 91. Auch die im Nachbarort Willmenrod lebenden jüdischen Personen gehörten zur Gemeinde Westerburg (1843 21, 1905 18 Personen). In der Folgezeit gehörten auch die zeitweise in Neunkirchen, Pottum, Weltersburg und nach Auflösung der Gemeinde in Rennerod lebenden jüdischen Personen zur Gemeinde in Westerburg.
Auch die nun aufgelöste Jüdische Gemeinde Gemünden gehörte ab 1856 zur Kultusgemeinde Westerburg.
Bis zur ersten Hälfte des 19. Jahrhunderts lebten die meisten Familien vom Viehhandel, vom Handel mit Ellenwaren oder waren Makler. Sie lebten damals in durchweg armseligen Verhältnissen. Seit Mitte des 19. Jahrhunderts besserten sich die wirtschaftlichen Verhältnisse: Mehrere Läden und Gewerbebetriebe konnten am Ort eröffnet werden, die für die wirtschaftliche Entwicklung der Stadt von Bedeutung waren. Von den Gebrüdern Fuld wurde zeitweise eine Zigarrenfabrik betrieben. Die Familie Neuhaus betrieb seit 1832 über 100 Jahre lang ein Sattlergeschäft. Aus der Familien Ullmann entstammten zwei Ärzte: Dr. Adolf Ullmann (* 1850, später Arzt in Frankfurt), und Dr. Siegfried Ullmann (später Arzt in Berlin). Im Stadtrat saß über mehrere Jahrzehnte ein jüdischer Vertreter (zuletzt Leopold Neuhaus). Der gesellschaftliche Aufstieg ging allerdings mit Spannungen einher, denn er weckte den Neid einheimischer Handwerker und Händler.
An Einrichtungen hatte die jüdische Gemeinde eine Synagoge, die 1910 unter Beteiligung der Stadt eingeweiht wurde, eine Religionsschule (mit um 1847/48 insgesamt 24 schulpflichtigen Kindern, davon je ein Kind aus Willmenrod, Weltersburg, Rennerod und Gemünden), ein rituelles Bad und einen Friedhof. Zur Besorgung religiöser Aufgaben der Gemeinde war ein Religionslehrer angestellt, der zugleich als Vorbeter und Schochet tätig war. Die Gemeinde gehörte zum Bezirksrabbinat Weilburg (beziehungsweise nach Zusammenlegung der Rabbinate Bad Ems und Weilburg: Rabbinat Bad Ems und Weilburg).
Im Ersten Weltkrieg fielen aus der jüdischen Gemeinde: Jacob Fuld (1871–1917), Friedrich Ullmann (1884–1916), Gustav Ullmann (1888–1918) und Isidor Ullmann (1890–1914).
Um 1924 zählte die jüdische Gemeinde Westerburg noch 92 Gemeindeglieder. An jüdischen Vereinen bestanden vor allem eine Männerchewra (Wohltätigkeits- und Bestattungsverein) sowie der Israelitische Frauenverein. Zur jüdischen Gemeinde gehörten inzwischen auch die in Gemünden und Willmenrod lebenden jüdischen Einwohner (1924 4 beziehungsweise 6 Personen, 1932 werden nur noch die in Willmenrod lebenden 4 Personen genannt). 1932 waren die Gemeindevorsteher Joseph Fuld (1. Vorsitzender), Simon Ullmann und Leopold Neuhaus.

## Nationalsozialistische Verfolgung
Nach 1933 ist ein Teil der jüdischen Gemeindeglieder (1933: über 100 Personen, dazu 4 in Willmenrod) auf Grund der zunehmenden Entrechtung und der Repressalien weggezogen beziehungsweise ausgewandert. 1936 wurden noch 90 jüdische Einwohner gezählt, 1940 24. In den Jahren 1941 und 1942 wurden die letzten jüdischen Einwohner aus der Stadt deportiert.
Nur wenigen Familien gelang die Emigration in die Vereinigten Staaten, wie den Familien Ullmann, Neuhaus und Kahn, oder nach Philippinen, wie der Familie Fuld.

## Synagoge
Eine Synagoge beziehungsweise eine Betstube in einem der jüdischen Häuser war sicher bereits seit dem 18. Jahrhundert vorhanden. Anfang des 19. Jahrhunderts hatte der Vorsteher Raphael Mordge in seinem Haus ein Zimmer der Gemeinde kostenlos zur Verfügung gestellt. Bis 1819 konnten in dieser – im Oberflecken gelegenen – Betstube Gottesdienste abgehalten werden. Dann wurde das Haus mit der Betstube durch einen Brand zerstört, bei dem damals in Westerburg 160 Gebäude vernichtet wurden. Eine neue Synagoge, die gleichfalls im Oberflecken (Ecke Wilhelmstraße / Schaumgasse) erbaut wurde, ist spätestens 1824 eingeweiht worden. In ihr gab es 53 Plätze für Männer, 34 für Frauen. Die Synagoge konnte mit Hilfe einer Kollekte erbaut werden, die hauptsächlich in Frankfurt am Main durchgeführt wurde. Die damals 6 jüdischen Familien in der Stadt hätten einen solchen Bau nicht finanzieren können. 1844 wurde die Synagoge renoviert.
Anfang des 20. Jahrhunderts befand sich die Synagoge in baufälligem Zustand. Daraufhin entschloss sich die Gemeinde zu einem Neubau an derselben Stelle. Im Sommer 1910 wurde die neue Synagoge unter großer Anteilnahme der gesamten Bevölkerung durch Bezirksrabbiner Dr. Landau aus Weilburg eingeweiht. Die Israeliistische Zeitung berichtete, dass die gesamte christliche Bevölkerung – einschließlich der Honoratioren – an dem Fest der jüdischen Gemeinde mitwirkt. Auch Vereine mit ihren Fahnen waren beim Festzug, und der Landrat hielt eine Rede. Die offizielle Einweihung vollzog Bezirksrabbiner Dr. Landau aus Weilburg.
Nur 28 Jahre war die neue Synagoge Mittelpunkt des jüdischen Lebens in Westerburg. Beim Novemberpogrom 1938 wurden die Fenster und die Inneneinrichtung des Gebäudes völlig zerstört. Anfang 1939 musste die jüdische Gemeinde das Gebäude auf ihre Kosten wieder instand setzen, um dann am 25. März 1939 gezwungen zu werden, das Gebäude für 175 RM an die Stadt zu verkaufen. Nach 1945 ging das Gebäude in Privatbesitz über und wurde zu einem Wohnhaus umgebaut. Bis heute erinnern verschiedene Rundbogen und Rundfenster an die Vergangenheit des Gebäudes.